# Бланско (район)
Райо́н Бла́нско (чеш. okres Blansko) — один из 7 районов Южноморавского края Чешской Республики. Административный центр — город Бланско. Площадь — 862,65 км², население составляет 106 696 человек. В районе насчитывается 116 муниципалитетов, из которых 8 — города, 9 — местечки.

## География
Расположен на севере края. Граничит с южноморавскими районами Брно-пригород на юге и Вишков на юго-востоке. На востоке граничит с районом Простеёв Оломоуцкого края; на севере с районом Свитави Пардубицкого края; на западе — с районом Ждяр-над-Сазавой края Высочина. 

## Города и население
Данные на 2009 год:
| Город            | Население |
| ---------------- | --------- |
| Бланско          | 21 129    |
| Босковице        | 11 426    |
| Летовице         | 6 836     |
| Адамов           | 4 712     |
| Вельке-Опатовице | 4 017     |
| Раец-Естршеби    | 3 676     |
| Кунштат          | 2 687     |
| Олешнице         | 1 732     |

| Всего           | Женщин           | Мужчин           |
| --------------- | ---------------- | ---------------- |
| 106 696 (100 %) | 54 171 (50,77 %) | 52 525 (49,23 %) |

Средняя плотность — 123,68 чел./км²; 52,69 % населения живёт в городах.